# Can Margens
Can Margens és una masia del municipi de les Franqueses del Vallès (Vallès Oriental) inclosa en l'Inventari del Patrimoni Arquitectònic de Catalunya.

## Descripció
Es tracta d'una masia formada per dues cases. La més nova situada a la dreta i més endavant que l'altra, s'uneix per un dels costats. Ambdues tenen la façana orientada a migdia. La més antiga està envoltada d'un barri tancat amb dos portals d'accés, en un d'ells està gravada la inscripció: "Margens 1650". És de planta rectangular, consta de tres crugies i tres pisos d'alçada. Té un gran portal adovellat en el centre i tres finestres d'estil gòtic. En la finestra central hi ha un escut amb la data 1587. La casa més nova (segle xvii) té la mateixa estructura. Té adossada una galeria d'arcades a la dreta, ocupa tota l'amplada de la casa.
Com a element característic hi ha una finestra situada a la façana de la Sala, que dona a l'habitació més important de la casa i que conserva mobiliari antic. Està emmarcada per carreus de pedra, amb un petit ampit motllurat i coronada per un arc conopial, a sota del qual hi ha dos lleons sostenint un escut amb la data de 1587 i traceria de carotes. A la imposta de l'arc exterior hi ha dues carotes. Els brancals de la finestra són fines columnes.
També hi ha la Capella de Santa Margarita Es tracta d'una construcció de planta rectangular (10 x 3 m), coberta per voltes de llunetes, dividida en tres trams. A la base de les voltes hi ha una cornisa continua que recorre la llargada del parament interior, aguantada per mènsules amb decoració floral. Presenta dues finestres d'ull de bou. Està adossada a la casa per la banda de l'altar, on no hi ha paret, sinó un parament de fusta on s'obre una porteta i amb una fornícula al centre amb la imatge de Santa Margarida. Aquesta fusteria és neogòtica, amb decoracions d'arcs ogivals i floretes tipus gòtic. A l'exterior hi ha una porta allindanada i una petita espadanya.

## Història
El cognom Margens ja apareix en el fogatge del 1553, cognom que perdura fins als nostres dies. La casa antiga es degué aixecar el s. XVI com ens ho indica la data de l'escut (1587), i també la tipologia de les finestres pròpia d'aquesta època. A mitjans dels s. XVII es degué construir la casa nova, de dimensions més grans que l'anterior. Una de les finestres de la cara nord porta gravada la data 1647. També el barri que uneix ambdues cases és d'aquesta època, ja que porta la data 1650. Posteriorment, probablement al s. XVIII, es va afegir la galeria d'arcades.